# Ньепп
Ньепп (фр. Nieppe) — коммуна во Франции, регион О-де-Франс, департамент Нор, кантон Байёль. Расположена на реке Лис в 15 км от Лилля и 42 км от Дюнкерка, недалеко от границы с Бельгией. В 1 км к юго-западу от центра коммуны находится железнодорожная станция Ньепп линии Лилль-Кале.
Население (2017) — 7 476 человек.

## Достопримечательности
- Церковь Нотр-Дам 1876 года (реконструирована в 1929 году) в неороманском стиле
- Неоготическая церковь Святого Мартина 1929 года
- Шато Ньепп, реконструированное после Первой мировой войны, с парком и воротами XIII века
- Музей Ньеппа

## Экономика
Структура занятости населения:
- сельское хозяйство — 2,1 %
- промышленность — 19,5 %
- строительство — 9,2 %
- торговля, транспорт и сфера услуг — 47,6 %
- государственные и муниципальные службы — 21,5 %

Уровень безработицы (2017) — 11,8 % (Франция в целом — 13,4 %, департамент Нор — 17,6 %). 

Среднегодовой доход на 1 человека, евро (2017) — 21 470 (Франция в целом — 21 110, департамент Нор — 19 490).

## Демография
Динамика численности населения, чел.

## Администрация
Пост мэра Ньеппа с 2014 года занимает Роже Лемер (Roger Lemaire). На муниципальных выборах 2020 года возглавляемый им правый список одержал победу во 2-м туре, получив 49,50 % голосов (из трех списков)
| Период | Период | Фамилия          | Партия                                        | Примечания                                                                         |
| ------ | ------ | ---------------- | --------------------------------------------- | ---------------------------------------------------------------------------------- |
| 1968   | 1972   | Рене Ук          |                                               |                                                                                    |
| 1972   | 2001   | Мишель Грассе    | Разные правые, Союз за французскую демократию | адвокат, член Генерального совета департамента, член Совета региона Нор-Па-де-Кале |
| 2001   | 2014   | Мишель Вандеворд | Социалистическая партия                       | врач, член Генерального совета департамента                                        |
| 2014   |        | Роже Лемер       | Разные правые                                 | пенсионер                                                                          |

## Знаменитые уроженцы
- Лин Рено (1928), актриса и певица

## Галерея

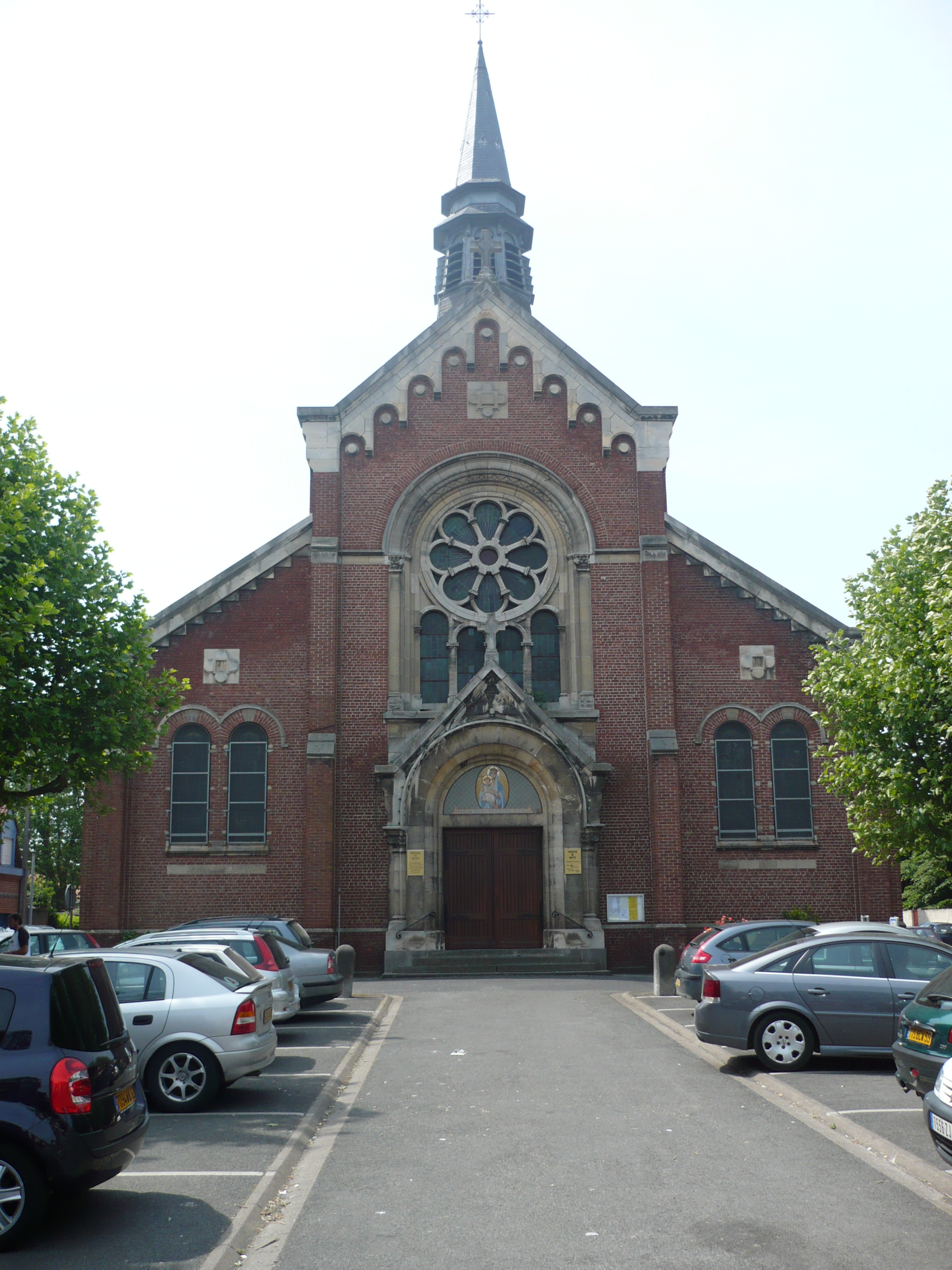
Церковь Нотр-Дам
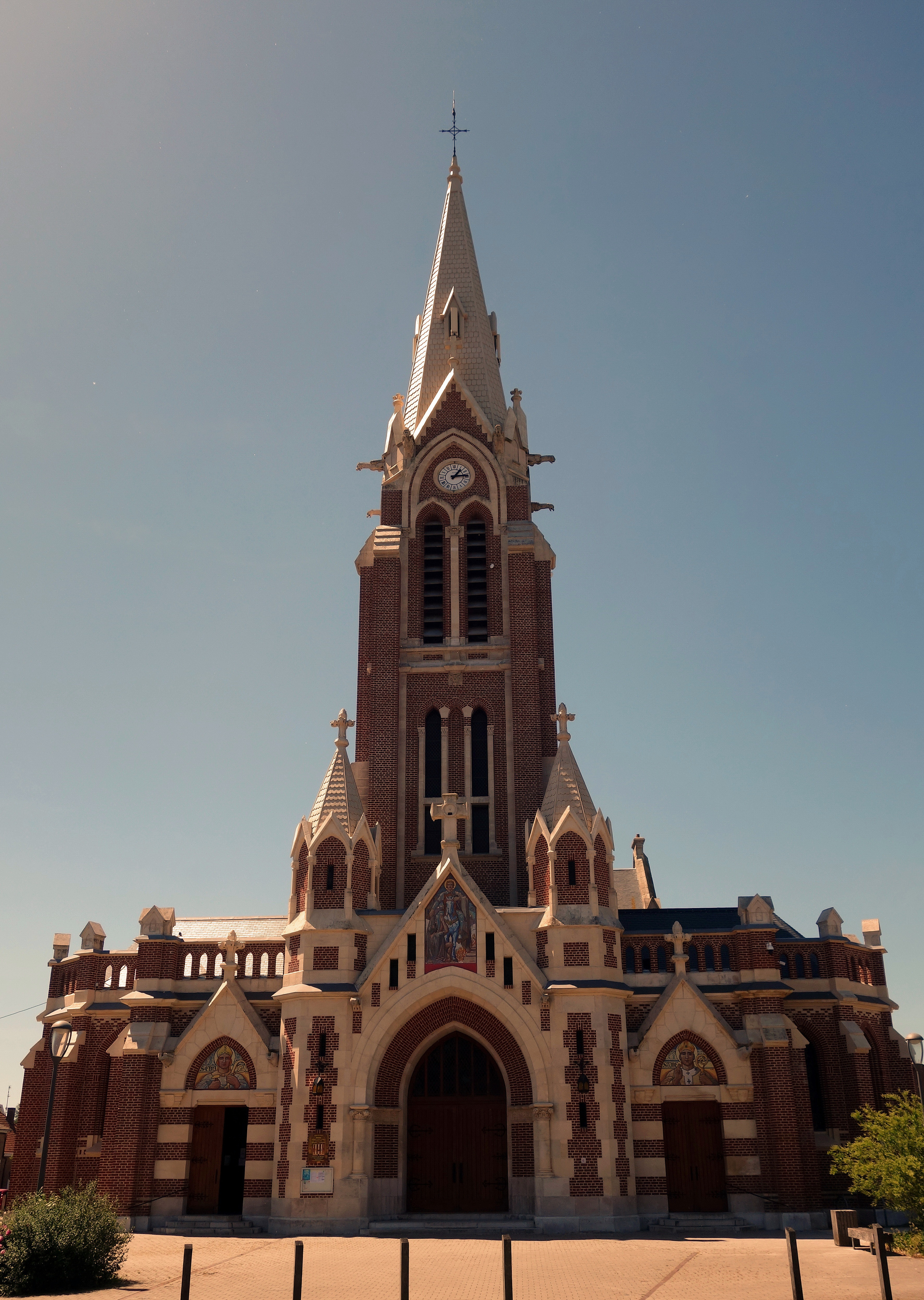
Церковь Святого Мартина
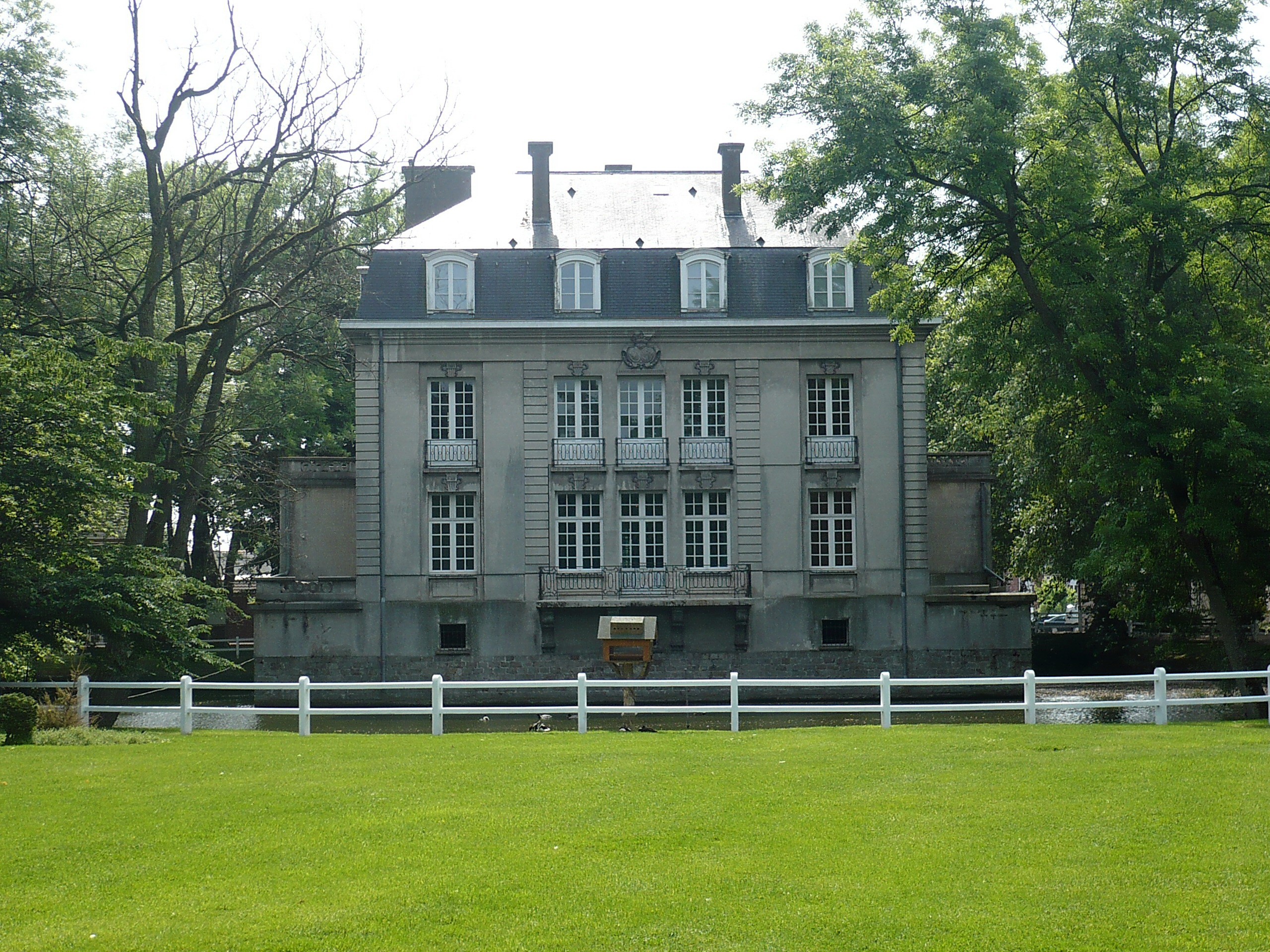
Шато Ньепп
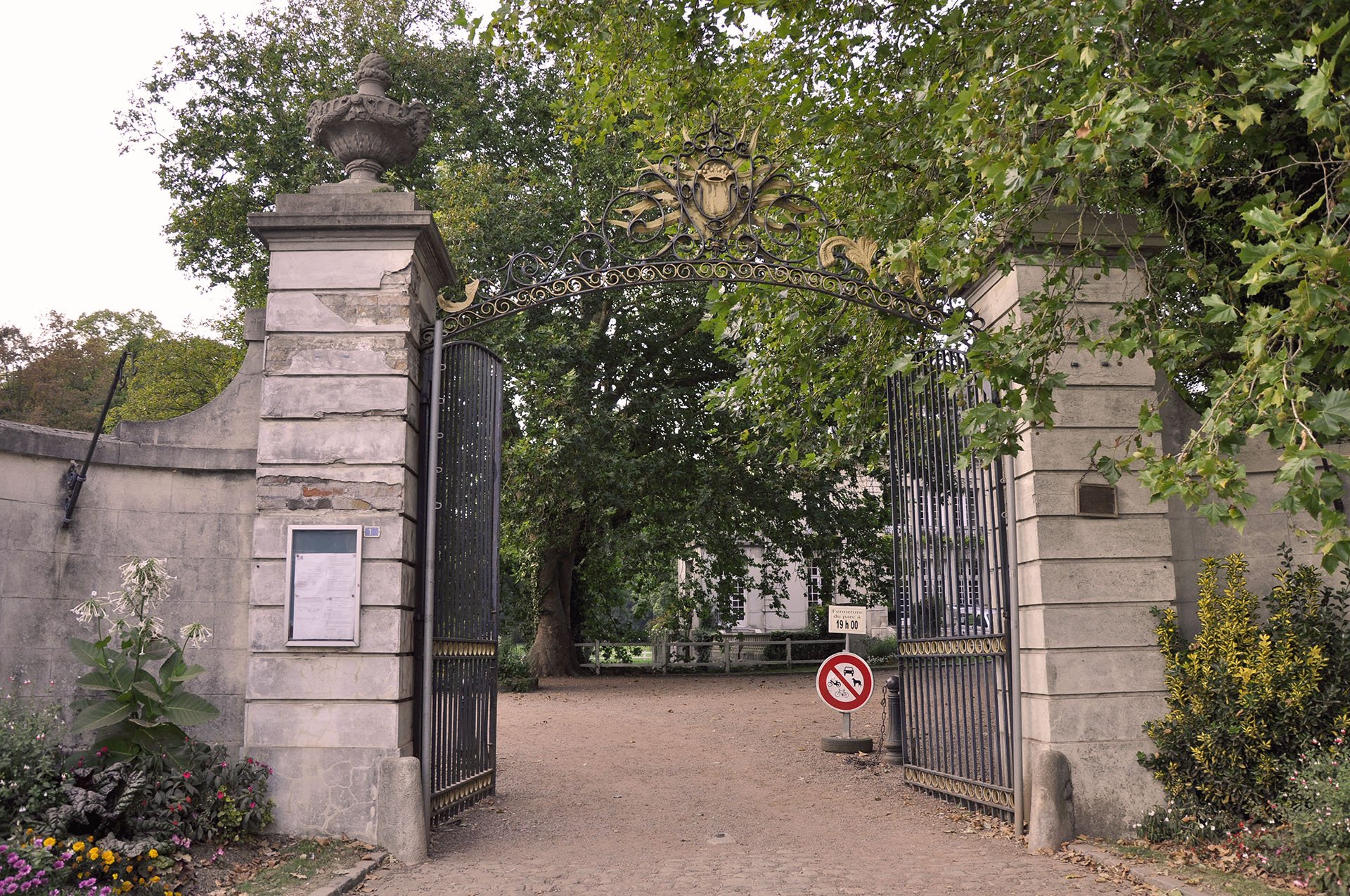
Ворота шато XIII века

1. 1 2  база данных о французских коммунах — Национальный географический институт Франции, 2015.